# Hermetico – Die unsichtbare Region
Hermetico – Die unsichtbare Region (Originaltitel: The Fiction Makers) ist ein britischer Fernsehfilm des Regisseurs Roy Ward Baker aus dem Jahr 1968. Roger Moore spielt die Hauptrolle des Simon Templar. Seine Premiere feierte der Film als Zweiteiler der Fernsehserie Simon Templar am 8. und 15. Dezember 1968 im britischen Fernsehsender ATV (Associated TeleVision). Am 1. Juli 1977 kam er als Spielfilm in die bundesdeutschen Kinos. Vorlage ist ein Roman von Leslie Charteris. Nach dem Erfolg Moores mit der Fernsehserie Simon Templar in Deutschland wurde der Film dort auch als Simon Templar – Die unsichtbare Region ausgewertet.

## Handlung
Nach dem Besuch der Premiere der neuen Verfilmung eines Amos-Klein-Romans begleitet Simon Templar einen Freund, den Verleger der Romane, noch in dessen Büro. Dort finden die beiden zwei Einbrecher vor, die jedoch flüchten können. Es zeigt sich, dass die Einbrecher die geheime Adresse des Bestseller-Autors Amos Klein entwendet haben. Templar erfährt, dass Amos Klein lediglich ein Pseudonym ist, da der Autor die Öffentlichkeit meidet. Er beauftragt Templar sich um den Schutz des Autors zu kümmern. Dieser stellt verblüfft fest, dass es sich bei Amos Klein um die hübsche Joyce Darling handelt. Kurz darauf entführen mehrere als Polizisten verkleidete Männer Templar und Darling. Als Templar aus seiner Ohnmacht wieder aufwacht, befindet er sich im Landhaus des Unternehmers Warlock. Templar gibt sich als Amos Klein aus und wird von Warlock gezwungen, ihm einen Plan für den Überfall der Goldreserven der British Bank auszuarbeiten. Templar und Darling gelingt zwar kurzzeitig die Flucht, doch kurz darauf werden sie wieder gefangen genommen. Warlock bedroht beide daraufhin mit einem Laser, woraufhin die beiden kooperieren. Templar stellt Warlock den Plan vor, den er und Darling verfasst haben. Während der Vorbereitungen kommt ans Licht, dass es sich bei Amos Klein in Wirklichkeit um Simon Templar handelt. Warlock hält Darling daraufhin in seinem Landhaus als Geisel fest, während Templar ihn zum Überfall begleiten muss. Zwar gelingt dieser, Templar kann jedoch den Alarm auslösen, woraufhin Warlock die Beute zurücklassen muss. Templar gelingt die Flucht, und er kehrt zum Landhaus zurück. Dort hat sich Darling schon selbst befreit. Als Warlock auftaucht um beide zu töten, gerät er selbst in den Strahl des Lasers.

## Hintergrund
- Der Film weist Parallelen zu Goldfinger auf, in welchem ein ähnlicher Laser zum Einsatz kommt und ebenfalls ein Überfall auf ein Golddepot geplant ist.
- Der Vorspann mit dem bekannten Strichmännchen wurde von Chambers+Partners produziert.
- Zahlreiche Mitwirkende der Simon-Templar-Fernsehserie waren auch an diesem Film beteiligt.
- Der Studiodreh fand in den Associated British Elestree Studios statt.

## Veröffentlichung
Hermetico – Die unsichtbare Region ist einer der zwei Spielfilme über Simon Templar, die parallel zu der Simon Templar-Fernsehserie, alle mit Roger Moore in der Hauptrolle, entstanden. In Großbritannien wurde der Film, ebenso wie der zweite, Simon Templar und die sizilianische Mafia (1969), als Zweiteiler innerhalb der Serie ausgestrahlt, in vielen anderen Ländern jedoch kam es auch zu Kinoveröffentlichungen. Die gekürzte deutsche Fassung wurde als kompletter Spielfilm 1977 im Kino und erstmals im Free-TV am 12. September 1998 bei Super RTL gezeigt.

## Kritik
„Eine nach James-Bond-Muster gestrickte, überwiegend lahme Mischung aus Abenteuerfilm und Verwechslungskomödie.“

„Billig-Variante von 007-‚Goldfinger‘.“

## Synchronisation
| Rolle                           | Darsteller        | Synchronsprecher    |
| ------------------------------- | ----------------- | ------------------- |
| Simon Templar (James Templeton) | Roger Moore       | Erik Schumann       |
| Joyce Darling / Amos Klein      | Sylvia Syms       | Eva Kinsky          |
| Galaxy Rose                     | Justine Lord      | Marion Hartmann     |
| Warlock                         | Kenneth J. Warren | Günther Sauer       |
| Finlay Hugoson                  | Peter Ashmore     | Christian Marschall |